# Whatawhata
 (janvier 2024).
La mise en forme du texte ne suit pas les recommandations de Wikipédia : il faut le « wikifier ».
Les points d'amélioration suivants sont les cas les plus fréquents. Le détail des points à revoir est peut-être précisé sur la page de discussion.
- Les titres sont pré-formatés par le logiciel. Ils ne sont ni en capitales, ni en gras.
- Le texte ne doit pas être écrit en capitales (les noms de famille non plus), ni en gras, ni en italique, ni en « petit »…
- Le gras n'est utilisé que pour surligner le titre de l'article dans l'introduction, une seule fois.
- L'italique est rarement utilisé : mots en langue étrangère, titres d'œuvres, noms de bateaux, etc.
- Les citations ne sont pas en italique mais en corps de texte normal. Elles sont entourées par des guillemets français : « et ».
- Les listes à puces sont à éviter, des paragraphes rédigés étant largement préférés. Les tableaux sont à réserver à la présentation de données structurées (résultats, etc.).
- Les appels de note de bas de page (petits chiffres en exposant, introduits par l'outil «  Source ») sont à placer entre la fin de phrase et le point final[comme ça].
- Les liens internes (vers d'autres articles de Wikipédia) sont à choisir avec parcimonie. Créez des liens vers des articles approfondissant le sujet. Les termes génériques sans rapport avec le sujet sont à éviter, ainsi que les répétitions de liens vers un même terme.
- Les liens externes sont à placer uniquement dans une section « Liens externes », à la fin de l'article. Ces liens sont à choisir avec parcimonie suivant les règles définies. Si un lien sert de source à l'article, son insertion dans le texte est à faire par les notes de bas de page.
- La présentation des références doit suivre les conventions bibliographiques. Il est recommandé d'utiliser les modèles {{Ouvrage}}, {{Chapitre}}, {{Article}}, {{Lien web}} et/ou {{Bibliographie}}. Le mode d'édition visuel peut mettre en forme automatiquement les références.
- Insérer une infobox (cadre d'informations à droite) n'est pas obligatoire pour parachever la mise en page.

Pour une aide détaillée, merci de consulter Aide:Wikification.
Si vous pensez que ces points ont été résolus, vous pouvez retirer ce bandeau et améliorer la mise en forme d'un autre article.
Whatawhata est une localité de l’île du Nord de la Nouvelle-Zélande.

## Situation
C’est un petit centre-ville de la région de Waikato, situé sur la berge est de la rivière Waipa, à la jonction de la route State Highway 23/S H 23 (en) et de la route State Highway 39/ S H 39 (en), située à 12  km de la ville d’Hamilton.

## Démographie
Le bloc statistique (en) de Whatawhata, qui s’étend de la rivière vers les limites de la banlieue de Te Kowhai, à Hamilton et à Ngāhinapōuri avait lors de ses recensements :
| année | Population | logements | revenus moyens | revenus moyens en NZ | revenus moyens pour Waikato |
| 2001  | 1 650      | 537       | $25 100        | $18 500              | $18 000                     |
| 2006  | 2 064      | 678       | $32 200        | $24 400              | $24 100                     |
| 2013  | 2 475      | 831       | $37 900        | $28 500              | $27 900                     |

## Histoire
Dans les premiers temps de la colonisation, Whatawhata fut l’un des nombreux sites historiques de la région de Waikato  possédant un moulin à farine. Il fut construit en 1855 et produisit de la farine dès la fin de cette année-là . Le secteur devait bien convenir pour la culture du blé dans la mesure où il y avait, vers 1860, un autre moulin à environ quatre kilomètres en aval le long de la rivière au niveau de Karakariki.

## Accès
Tout cela avait changé en 1915 car un guide décrit qu’il n'y avait alors que 6 miles jusqu'à la station de la jonction de Frankton, le long d’une bonne route goudronnée. Des coaches roulaient vers et à partir de Frankton Junction tous les jours, le prix étant de 2/- pour l’allée et 3/6 pour le retour. La ville est distante de 10 miles de Hamilton, mais une somme non négligeable d’argent a été votée pour créer une route directe à travers une zone marécageuse, ce qui ramènera la gare de Hamilton à moins de 6 miles du centre-ville. La route en direction de la ville de Raglan traverse la rivière Waipa à ce niveau et un pont sur la rivière Waipa sera prochainement construit, quand le ferry, qui est actuellement assuré par des natifs, sera supprimé. Des petits bateaux à vapeur parcourraient la rivière en montant et descendant à partir de la ville de Huntly. Le cours d’eau était navigable aussi loin que la localité de Pirongia. Les marchandises lourdes comme les troncs, le bois de charpente et les engrais sont actuellement remontés par la compagnie de steamer de la Waikato Steam Navigation Company.

## Activités économiques
Whatawhata fut dans les premiers temps un important centre maori ayant à cette époque une population autochtone de plus 1000 personnes. Les principales industries étaient l’agriculture et la production fermière de lait. Il y avait dans le centre-ville deux magasins, une boulangerie et un hôtel confortable dont M. G. T. M. Kellow en est propriétaire. Il a de bons logements et une étable et la ville peut fournir une excellente liqueur.
M. W. H. Bailey a un magasin général et une boulangerie.
M. Day avait une ferme de 1.000 acres, adaptée avec le site des ponts de Raglan et de Whatawhata avec 5 acres en avoine et la même quantité en betteraves, 30 acres de blé, une importante laiterie et des porcs. Les arbres sont des kahikatea et des rimu, avec quelques mataī. Le champ de course de Whatawhata . . . entourait le centre ville.
Un bureau de poste ouvre en 1868, incendié en 1913 et reconstruit en 1915. La station de recherche du pays des collines d’AgResearch (en) de Whatawhata commencr à fonctionner en 1949 .

## Éducation
Il y a une école dans le centre ville avec une moyenne de 40 enfants. Le bâtiment de l’école et la résidence de l’enseignant furent érigés peu de temps avant 1877 par le Board of Education, les colons contribuant largement à cela, mais ses structures sont encore excellentes, 